# Szalair hegyvonulat
A Szalair (oroszul Салаирский кряж [Szalairszkij krjazs] vagy Салаир [Szalair]) alacsony hegyvonulat Oroszországban, Nyugat-Szibéria déli részén. Közigazgatásilag a Kemerovói területhez, a Novoszibirszki területhez és az Altaji határterülethez tartozik.

## Földrajz
Az északnyugat–délkeleti irányban elnyúló hátság az Altaj alacsony északi folytatásának tekinthető. Északkeleten a Kuznyecki-medence határolja és választja el a vele nagyjából párhuzamosan futó Kuznyecki-Alatau hegyvonulatától; keleti lejtői néhol meredek falként emelkednek a síkság fölé. Nyugaton fokozatosan ereszkedik le az Ob völgyébe, az Altaji határterület sík vidékére.  
Hossza mintegy 300 km, szélessége 15 és 40 km között váltakozik. Csak legmagasabb pontján emelkedik 600 m fölé (Kivda, 618 m). 
A Szalairt – akárcsak a Kuznyecki-Alataut – paleozóikumi kőzetek, kambriumi kristályos mészkő, homokkő, kvarcit építi fel; rájuk szilur tufa, gránit települt. Későbbi kéregmozgások (variszkuszi gyűrődés) következtében jelentős ércképződés ment végbe, a harmadidő végére pedig a hosszú évmilliókig tartó lepusztulás a felszínt letarolta, tönk keletkezett. Mai felszíne főként széles és lapos völgyekkel elválasztott, alacsony dombok sorából áll; ezek nagyobb részét felszántották. 
A szelíd délnyugati lejtőket főként jegenyefenyők, nyár- és nyírfaerdők borítják, a meredekebb északkeleti lejtőkön gyakoribb az erdei- és a vörösfenyő, foltokban sztyepp található.
A Szalair képezi a vízválasztót a Tom és a Csumis folyók vízgyűjtő területe között. Legnagyobb folyója a Csumis, (mindkét forrásága a Szalairban ered), és a Bergy, mely a hátság központi részein folyik keresztül. Mindkettő az Ob jobb oldali mellékfolyója.  
Jellemző ásványi kincsei az arany, az ezüst és a cink. Az ezüstérc egyes nagyobb lelőhelyeit 1781-ben fedezték fel, néhány évvel később a bányászatát is megkezdték. A térség, így a Szalair első tudományos kutatója az Orosz Tudományos Akadémia megbízásából expedíciót vezető Johann Georg Gmelin volt.